# 魔法少女的魔女審判
《魔法少女的魔女審判》是由Re,AER旗下品牌Acacia於2025年7月18日發售的遊戲，本作亦為該品牌的第1部遊戲作品，在PC（Steam）與任天堂Switch推出。簡稱。本作以孤島上的監禁宅邸為舞台，描述擁有魔法能力的13位少女，為了找出潛藏在她們之中的殺人犯「魔女」，並對其進行審判與處刑。
2024年7月起，官方X帳號開始連載以角色們日常生活為題材的四格漫畫。2025年6月9日推出「逝玩版」（諧音「試玩」），玩家可以體驗遊玩故事第1話的部分內容。

## 遊戲系統
《魔法少女的魔女審判》的遊戲系統與故事背景設定與槍彈辯駁系列類似。在遊戲中共有13位少女因為遭檢測出體內含有「魔女因子」而遭統一關押，監獄管理方營造高壓環境刺激魔女因子生長失控，令被關押者化為異形自相殘殺，而後舉行魔女審判決定殺人犯並處刑之。遊戲分為日常環節和魔女裁判環節。日常環節與文字冒險遊戲無異，魔女裁判環節需要玩家操控主角利用蒐集的證據指出他人發言的矛盾之處並最終破案。案件多涉及各少女的魔法能力。 遊戲亦大量觸及主要角色的背景故事與心靈創傷，並著重強調兇手的處刑場景。

## 遊戲劇情
即将升入高中的樱羽艾玛在迎接新学期的第一天发现自己在监牢里醒来，还很不巧地和关系曾经不错但已反目成仇的初中同学二阶堂希罗关在同一单间。艾玛发现被关入监牢的女孩一共有13人，在猫头鹰典狱长的介绍下少女们得知所有人因为在全国性的检查中检出魔女因子而遭统一关押，监狱将营造高压环境激发所有人的魔女因子，令所有人化为不死魔女；化为魔女者将难以抑制杀人冲动而杀人，而经魔女裁判决定的杀人者将被处刑，施加短时间高强度痛苦令不死魔女化为残骸并收押。为展现威严，典狱长指挥看守斩首了尚未化为魔女但是顶撞自己的二阶堂希罗。幸存的12位少女在监牢中苟活但是未能阻止杀人案发生，最终仅剩樱羽艾玛和冰上梅露露幸存。梅露露透露自己不是人类而是魔女，是监牢的运营方，假扮囚犯一同参与杀人游戏，目的是寻找隐匿在人类中下落不明的大魔女大人。艾玛通过梅露露展示的照片惊觉所谓的大魔女大人正是自己初中时候的朋友月代雪，受刺激觉醒可以杀死魔女的能力，化为魔女而灭世。
游戏在播放完毕制作人员清单后突然倒带，二阶堂希罗在监狱的床上惊醒。二阶堂希罗的魔法是死亡回溯；在被看守斩首后，她回溯至死亡当天的早晨。二阶堂希罗曾经与樱羽艾玛和月代雪关系良好，但是她后来发现艾玛只是装作关心被霸凌的小雪，在小雪走投无路时背弃她，逼她上吊自杀；遂与艾玛交恶。在新时间线中少女们依然自相残杀，监狱运营者冰上梅露露甚至第一个被杀。而希罗也逐渐发现月代雪并非霸凌的受害者，而是故意散播魔女因子意图毁灭全人类的加害者。意识到自己一直错怪艾玛的希罗决定向艾玛道歉，但是艾玛却先一步被杀。已经化为魔女但还能保持理智的希罗从一本被众人解读的古书中得知召唤出大魔女需要13位魔女举行召唤仪式，毅然决定自杀回到过去重新来过。
魔女二阶堂希罗在监狱的床上惊醒，她立刻强迫典狱长即刻召开魔女裁判。在审判中她逐个点破所有人的心灵创伤令所有人变为魔女，顺利召唤出大魔女月代雪。人类曾经大量迫害魔女，而月代雪作为最后幸存者，将魔女因子散布全人类，意图发动杀害魔女的魔法灭世复仇。众人接力说服月代雪放弃复仇，收回散播的魔女因子。小雪随后自尽，梅露露亦追随她一同自尽。被关押的众人以及过往被收押的魔女残骸逐渐恢复正常，众人终于得以依自身意志离开监牢。

## 登場人物
櫻羽艾瑪（聲：三木谷奈奈）
二階堂希羅
夏目安安（聲：葵梓）
城崎諾亞（聲：井口裕香）
蓮見蕾雅（聲：小清水亞美）
佐伯米莉亞（聲：高森奈津美）
寶生瑪格（聲：樹冬華）
黑部奈葉香（聲：大熊和奏）
紫藤亞里沙（聲：石井未紗）
橘雪莉（聲：柊優花）
遠野漢娜（聲：石崎紗彩）
澤渡可可（聲：比良坂芽衣）
冰上梅露露（聲：山下七海）
月代雪（聲：名塚佳織）
典獄長（聲：中尾隆聖）

## 主題曲
櫻羽艾瑪開場曲LaVI-Bavellabion
演唱：三木谷奈奈，作詞、作曲、編曲：SLAVE.V-V-R
櫻羽艾瑪結尾曲
演唱：藍月なくる
二階堂希羅開場曲MAdEaR MAdEaR
演唱：東雲はる，作詞、作曲、編曲：SLAVE.V-V-R
大結局結尾曲bloom
演唱：三木谷奈奈，作詞、作曲、編曲：daiki⛩

## 開發
為了進一步提升整體遊戲品質，官方於2024年4月19日起在CAMPFIRE平台發起了群眾募資，當天下午7點活動開始後約一個半小時，便突破原定目標金額200萬日圓，隨後追加的所有延伸目標也全數達成。截至6月30日募資結束時，共募得6684萬日圓，大約是原定目標的33.4倍。
2024年7月23日至8月6日，官方舉辦了角色與的聲優及BGM的主唱試鏡。最終，的聲優由擔任，的聲優則由柊優花擔任，BGM主唱人選則為根本真澄、與天音。

## 外部連結
- 官方网站（日語）
- 魔法少女的魔女審判的X（前Twitter）
- 《魔法少女的魔女審判》在視覺小說數據庫的頁面 （英文）